# ユニマットライフ
株式会社ユニマットライフ（英: Unimat Life Corporation）は、ユニマットグループの中核企業で、オフィスでのコーヒーサービスやカフェ・レストラン事業を行う株式会社である。2005年5月、ISO 14001認証を取得。
2013年4月1日に、ユニマットグループの持株会社であったユニマットホールディング（初代）がユニマットライフ（5代）を吸収合併。ユニマットライフ（6代）に商号変更したため、ユニマットライフがグループ持株会社の機能も担うようになった。その後、持株会社の機能はユニマットホールディング（2代）に移り、同社の完全子会社となっている。
かつて消費者金融業を行っていた同名の会社（2代・3代にあたる）は、2001年まではユニマットグループであったが、2003年に吸収合併されてシティグループのCFJとなっている（ブランド名の「ユニマットレディス」は2009年まで継続使用していた）。

## 主な事業
- オフィスコーヒーサービス事業（日本茶のサービスなども行う。鳥取県を除く各都道府県に営業拠点を持つ。鳥取県については島根県の営業所にて対応。）
- 通信販売事業
- オフィス美化用品レンタル事業（「ダストコントロール協会」未加入）

## 主な沿革
- 1979年（昭和54年）6月 - ユナイテッドスティール株式会社においてオフィスコーヒーサービス事業を開始。
- 1981年（昭和56年）8月24日 - 株式会社ユニマットライフ（初代）設立。
- 1991年（平成3年）9月 - オフィスコーヒーサービス事業について会社分割を実施し、同事業専業会社の株式会社ユニマットオフィスコを設立（分社独立）。
- 1996年（平成8年）4月 - 株式額面変更を目的として、形式上の存続会社である株式会社ユニマットライフ（初代）が実質上の存続会社である株式会社ユニマットオフィスコを吸収合併。株式会社ユニマットオフィスコに商号変更。
- 1997年（平成9年）9月 - 日本証券業協会に株式の店頭登録。
- 2000年（平成12年）1月24日 - 東京証券取引所市場第2部に株式上場。
- 2001年（平成13年）3月 - 東京証券取引所市場第1部に指定替え。
- 2004年（平成16年）4月 - 子会社の株式会社ユニマットフューチャーを吸収合併。
- 2006年（平成18年）4月 - 株式会社ユニマットクリーンライフを吸収合併し、商号を株式会社ユニマットオフィスコから株式会社ユニマットライフ（4代、法人格としては初代と同じ）に変更。
- 2007年（平成19年）1月 - 株式会社ユニマットコミュニケーションズを吸収合併。
- 2010年（平成22年）
  - 創業者によるマネジメント・バイアウト（MBO）を実施。
  - 3月から5月にかけて、筆頭株主・株式会社ユニマットホールディングの完全子会社でSPCである株式会社ユニマットレインボーが株式公開買付け（TOB）を実施し、5月19日付で61.96%を取得し、子会社化。
  - 6月19日、株主総会で種類株式発行と全部取得条項付与のための定款変更決議
  - 8月3日、株式全部取得条項を付与して全部取得のうえ、株式会社ユニマットホールディングと株式会社ユニマットレインボーのみが種類株式の交付を受ける。
  - 10月1日、株式会社ユニマットレインボーが株式会社ユニマットライフ（4代）を吸収合併し、株式会社ユニマットライフ（5代）に商号変更。
- 2013年（平成25年）4月 - 株式会社ユニマットホールディングが株式会社ユニマットライフ（5代）を吸収合併し、株式会社ユニマットライフ（6代）に商号変更。
- 2014年（平成26年）
  - 4月 - 子会社の株式会社ユニマットゴルフマネジメントが株式会社大沢商会グループを吸収合併し、株式会社ユニマット大沢商会に商号変更。
  - 7月 - 株式会社ユニマット大沢商会から会社分割により、株式会社大沢商会を設立。ユニマット大沢商会はユニマットリゾート&コミュニティ（現・ユニマットプレシャス）となる。
- 2021年（令和3年）3月 - 株式会社ユニマット リタイアメント・コミュニティ（現・株式会社SOYOKAZE）の株式公開買付けを実施。

## 主なグループ会社
- SOYOKAZE
- カッシーナ・イクスシー
- ユニマットプレシャス
- ユニマットリアルティ
- ユニマットリケン
- 南西楽園リゾート
- ユニマットキャラバン
- ユニマットリック
- K-twoエフェクト
- ユニマットホールディング